# Функция-оригинал
Функция-оригинал — фундаментальное понятие в операционном исчислении; для того, чтобы функция {\displaystyle f\colon {\mathbb {R} \to \mathbb {C} }} могла называться оригиналом, она должна удовлетворять трем условиям:
1. {\displaystyle f} удовлетворяет условию Гёльдера почти всюду на вещественной прямой {\displaystyle \mathbb {R} }, притом на произвольном конечном интервале {\displaystyle (a;b)\subset \mathbb {R} } множество точек, в которых указанное условие не выполняется, конечно, притом в этих точках она должна претерпевать разрыв 1-го рода. Формально, для произвольного {\displaystyle t}, не относящегося к упомянутому множеству, должны существовать положительные постоянные {\displaystyle A,\,\alpha \leqslant 1,\,h_{0}}, такие, что {\displaystyle |f(t+h)-f(t)|\leqslant A|h|^{\alpha }} для произвольного {\displaystyle h\in [-h_{0};h_{0}]}.
2. {\displaystyle f(t)=0} при {\displaystyle t<0}.
3. на функцию {\displaystyle f(t)} накладывается определённое ограничение — она должна возрастать не быстрее показательной функции. Формально, для этой функции должны существовать постоянные {\displaystyle M>0,\,s_{0}\geqslant 0} такие, что {\displaystyle |f(t)|<Me^{s_{0}t}} для произвольного {\displaystyle t\in \mathbb {R} }.

Для большинства физических задач все эти три условия соблюдены. Более того, с использованием функции Хевисайда {\displaystyle H(t)} можно получить функцию-оригинал из функции, удовлетворяющей только условиям 1 и 3.